# Wielkie Jezioro Gorzkie
Wielkie Jezioro Gorzkie (arab. البحيرة المرة الكبرى; translit. al-Buhayrah al-Murra al-Kubra; ang. Great Bitter Lake) – słonowodne jezioro położone pomiędzy północną i południową częścią Kanału Sueskiego, oddzielone przewężeniem od Małego Jeziora Gorzkiego. Zbiorniki te mają łączną powierzchnię ponad 250 km².
Większość jeziora administracyjnie należy do muhafazy Ismailia, tylko niewielka południowo-zachodnia część należy do muhafazy Suez.

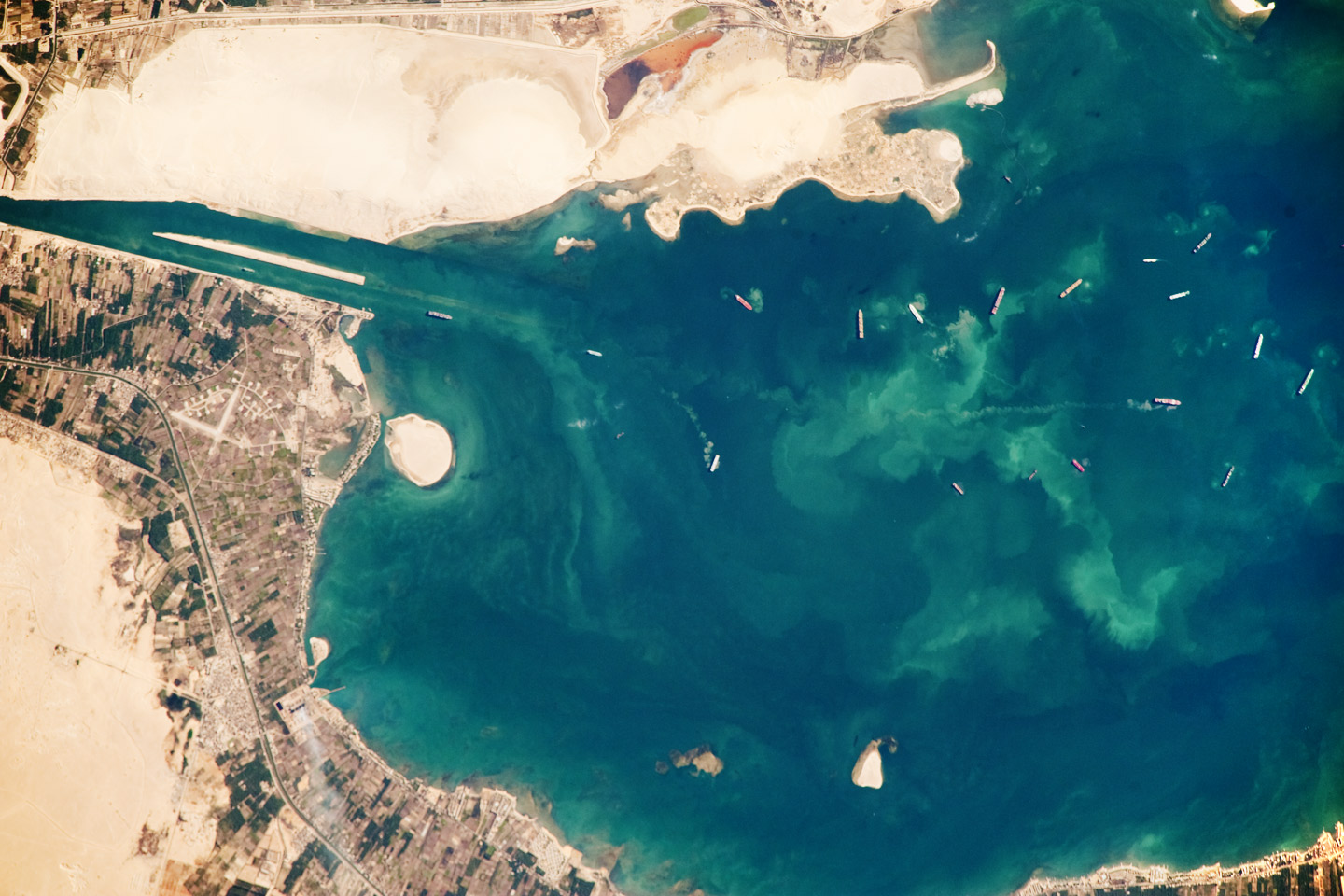
Statki widoczne na jeziorze

Kanał nie posiada śluz, słona woda wpływa swobodnie z Morza Śródziemnego i Czerwonego, wymieniając wodę utraconą poprzez parowanie. Jezioro działa jako bufor kanału, redukując niebezpieczeństwo ze strony prądów pływowych.
Wskutek wybuchu wojny sześciodniowej w 1967 r. kanał zamknięto, unieruchamiając aż do 1975 r. 14 przepływających w tym czasie statków, w tym dwie polskie jednostki: MS Bolesław Bierut i MS Djakarta.
Z czasem tę grupę statków zaczęto nazywać Żółtą Flotą (ang. Yellow Fleet) od pustynnego piasku nieustannie pokrywającego ich pokłady.
Ponieważ szansa na szybkie uwolnienie statków z tej pułapki wciąż się oddalała w czasie, armatorzy pozostawili na nich tylko załogi szkieletowe, dla bieżącego nadzoru i konserwacji niezbędnych urządzeń. Dla wypełnienia czasu członkowie załóg poszczególnych statków zaczęli wydawać okolicznościowe, własnoręcznie wykonane znaczki pocztowe, obecnie poszukiwane przez kolekcjonerów.
Po otwarciu możliwości wypłynięcia tej floty z kanału okazało się, że praktycznie wszystkie wymagają remontów kapitalnych, w związku z czym wiele z nich zostało sprzedanych albo na złom, albo „tanim armatorom”, jak w przypadku polskich jednostek.
Według jednej z hipotez system mokradeł Jezior Gorzkich był miejscem biblijnego przejścia przez Morze Czerwone.